# Manuel António Ferreira
Manuel António Ferreira ou Patrão Lagoa, (em siglas poveiras:   ) (Póvoa de Varzim - 14 de Junho de 1866 - 7 de Julho de 1919) foi um cidadão ilustre da cidade de Póvoa de Varzim devido a sua participação em resgates de navios, em especial do navio "S. Rafael" da Armada portuguesa que naufragou em Foz do rio Ave em 20 de Novembro de 1911 além do resgate dos passageiros e tripulantes do barco a vapor inglês "Veronese" em 1913.
Quando todos davam como certa morte dos tripulantes Patrão Lagoa, com uma coragem e inteligência, conseguiu arquitectar um plano para salvar o dito navio.
Conhecido como um dos heróis de maior destaque do mar poveiro, interveio e colaborou também em centenas de salvamentos na enseada poveira .